# Bauler (Ahrweiler)
Bauler è un comune di 51 abitanti della Renania-Palatinato, in Germania.
Appartiene al circondario (Landkreis) di Ahrweiler (targa AW) ed è parte della comunità amministrativa (Verbandsgemeinde) di Adenau.